# La Codosera
La Codosera är en ort i Spanien.   Den ligger i provinsen Provincia de Badajoz och regionen Extremadura, i den västra delen av landet, 300 km väster om huvudstaden Madrid. La Codosera ligger 323 meter över havet och antalet invånare är 2 203.
Terrängen runt La Codosera är platt åt sydost, men åt nordväst är den kuperad. Runt La Codosera är det glesbefolkat, med 11 invånare per kvadratkilometer. Närmaste större samhälle är Alburquerque, 14,8 km öster om La Codosera. Omgivningarna runt La Codosera är huvudsakligen savann.